# スチュアート・ブロード
スチュアート・クリストファー・ジョン・ブロード（Stuart Christopher John Broad、1984年6月24日 - ）は、イングランドのノッティンガム出身のクリケット選手。
彼の父、クリス・ブロードもクリケット選手であった。2005年からレスターシャーにあるレスターシャー・カントリー・クリケットクラブでプレーしていたが、2008年からは地元ノッティンガムのノッティンガム・カントリー・クリケットクラブでプレーしている。2006年8月にはイングランドとウェールズの若く優秀なクリケット選手に贈られる賞、クリケット・ライターズ・クラブ・ヤング・クリケッター・オブ・ザ・イヤー (Cricket Writer's Club Young Cricketer of the Year) を受賞した。